# آی-۱۸۰ پلیکارپوف
آی-۱۸۰ پلیکارپوف (به انگلیسی: Polikarpov_I-180) یک هواگرد از نوع جنگنده ساخت شرکت پولیکارپوف است. هواگرد آی-۱۸۰ پلیکارپوف نخستین پروازش را در ۱۵ دسامبر ۱۹۳۸ میلادی انجام داد. برنامه ساخت این هواگرد در نهایت لغو گردید. در مجموع، تعداد ۱۳ فروند از این هواگرد ساخته شده‌است.
طراح این هواگرد، نیکولای نیکولائوچ پولیکارپف بود.